# Gustaf Starck
Gustaf Richard Starck, född den 2 april 1868 i Stockholm, död där den 9 augusti 1925, var en svensk militär. Han var svärfar till Folke Wedin.
Starck blev underlöjtnant vid flottan 1890, löjtnant 1893, kapten 1900, kommendörkapten av andra graden 1914 och av första graden 1916. Han var marinattaché i Sankt Petersburg 1912–1913, avdelningschef i marinstaben 1914–1919 och ledare av första undsättningsexpeditionen till Åland 1918. Starck befordrades till kommendör 1920 och var flaggkapten i högste befälhavarens över kustflottan stab 1920–1923. Han blev chef för Sjökrigshögskolan 1923. Starck invaldes som ledamot av Örlogsmannasällskapet 1902 och av Krigsvetenskapsakademiens andra klass 1917. Han blev riddare av Svärdsorden, av Vasaorden 1916 och av Nordstjärneorden 1918 samt kommendör av andra klassen av Svärdsorden 1923. Starck är begravd på Galärvarvskyrkogården i Stockholm.